# Liste von Persönlichkeiten der Stadt Eschweiler
Diese Liste enthält Persönlichkeiten der Stadt Eschweiler in Nordrhein-Westfalen. Für die Eschweiler Bürgermeister siehe die Liste der Bürgermeister von Eschweiler.

## Ehrenbürger

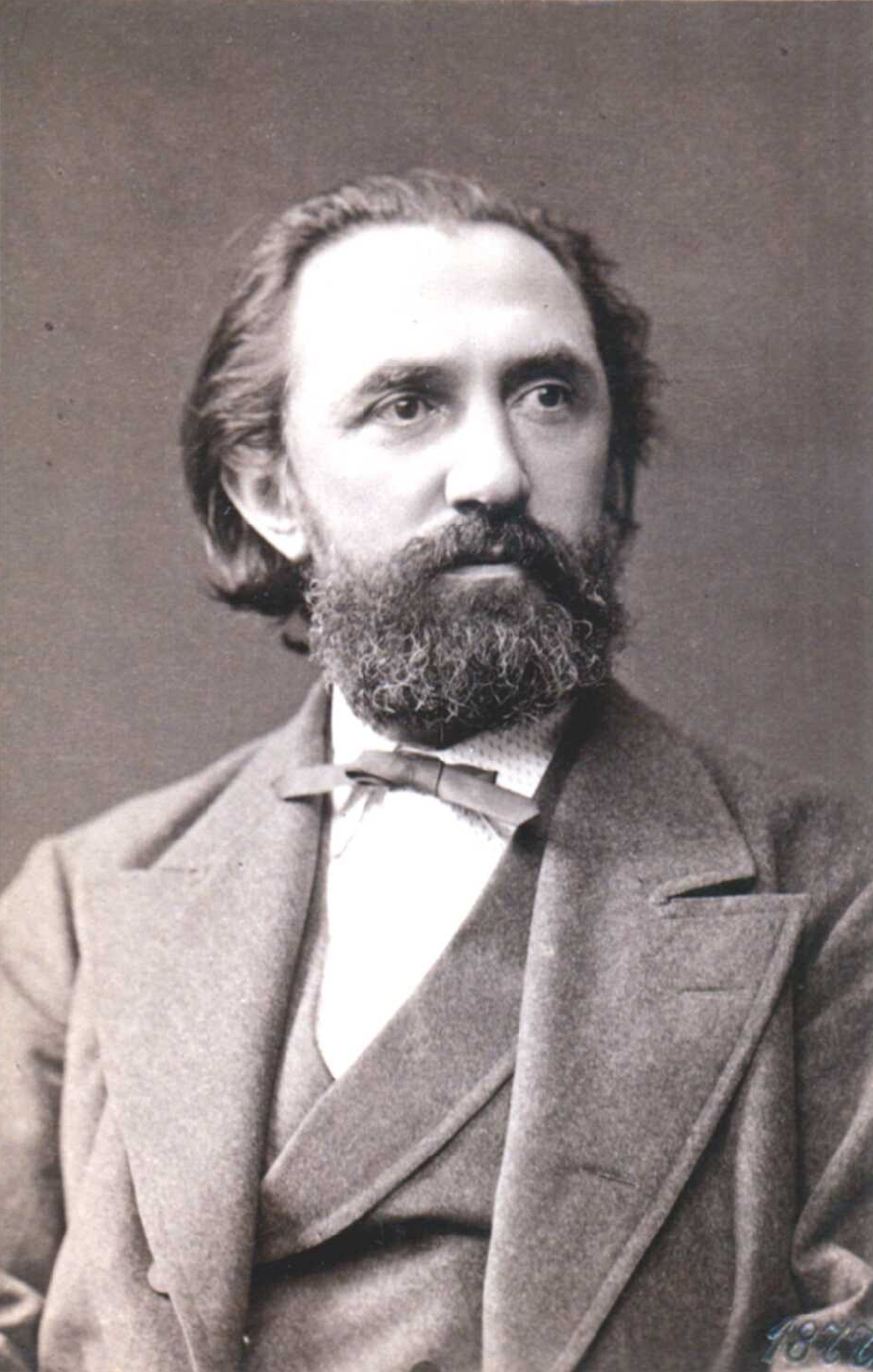
Franz Reuleaux

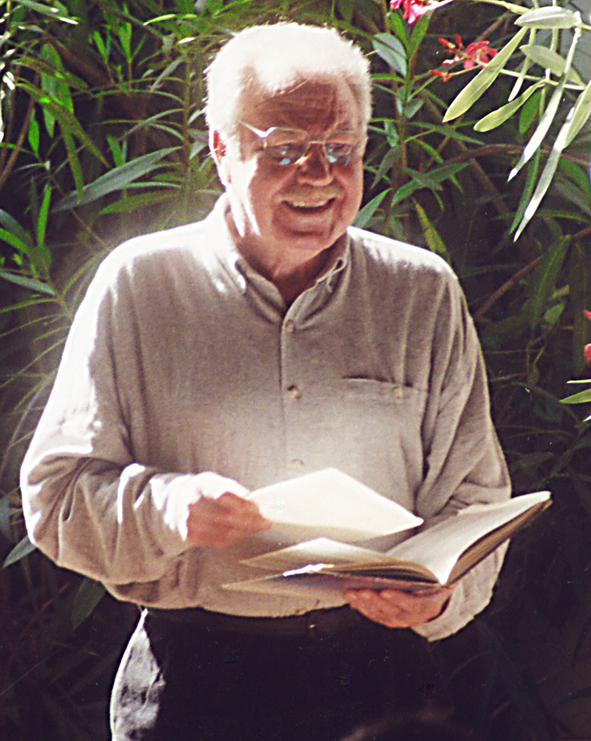
Theo Altmeyer

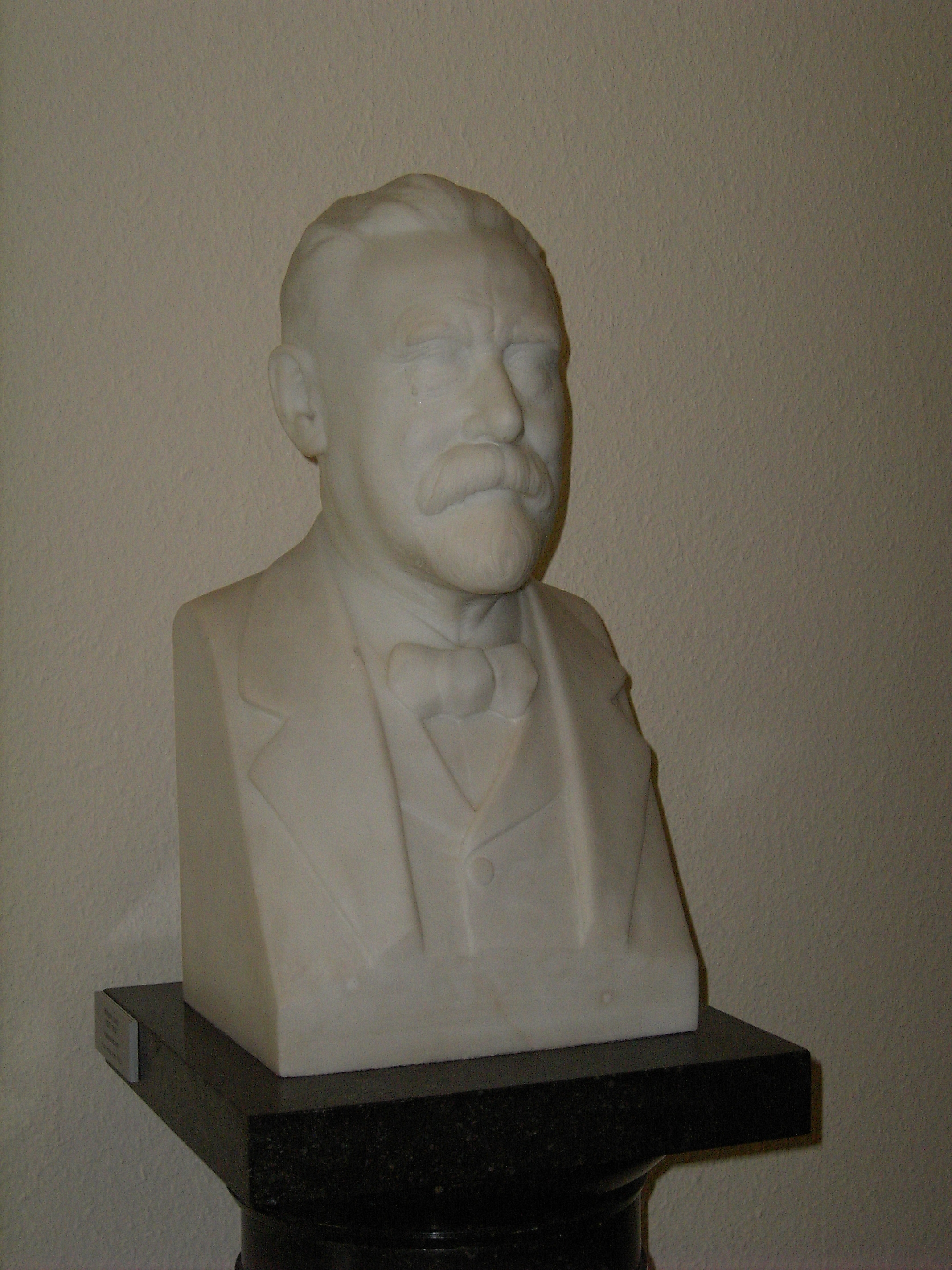
Wilhelm Lexis

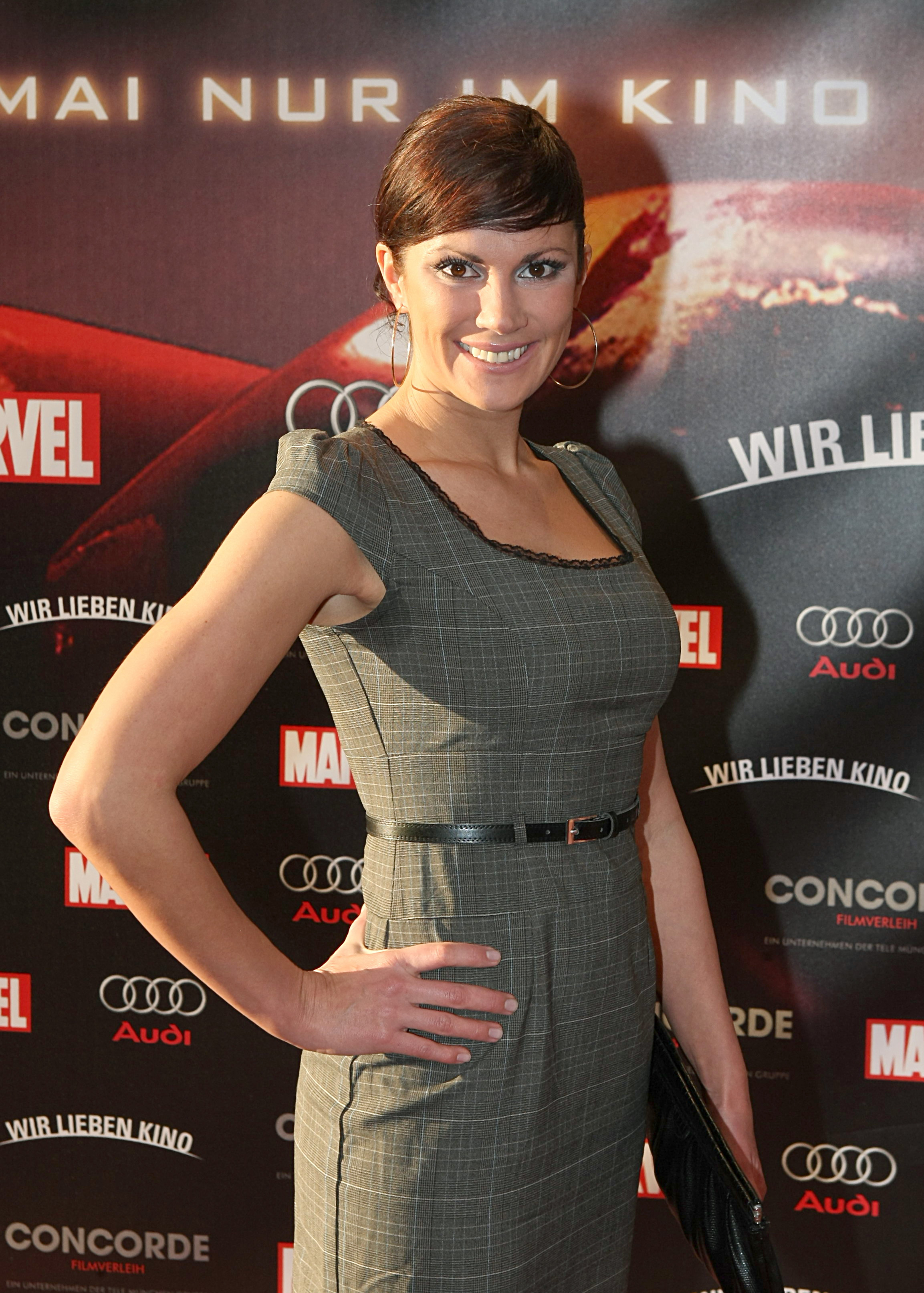
Kerstin Linnartz

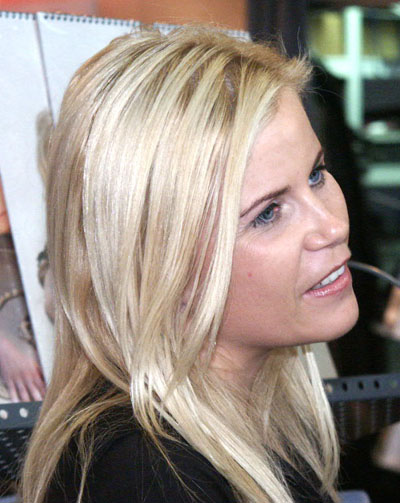
Michaela Schaffrath

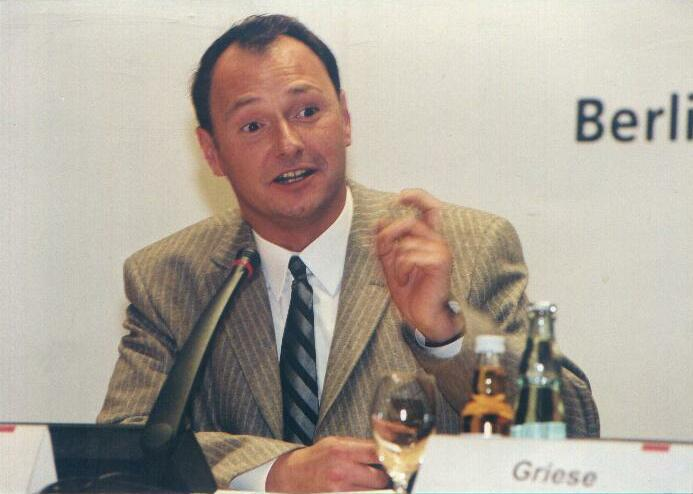
Karl-Heinz Smuda

- 1922 August Thyssen
- 1951 Hugo Merckens
- Franz Reuleaux

## Söhne und Töchter der Stadt
- Theo Altmeyer (1931–2007), Tenor
- Herbert Bardenheuer (1949–2007), Maler, Zeichner und Fotograf
- Peter Bardenheuer (1888–1979), Ingenieur und Eisenforscher
- Achim Besgen (* 1924), katholischer Priester
- Ursula Binder-Hagelstange (1911–2003), Kunsthistorikerin und Journalistin
- Klara Bleyer (* 2004), Synchronschwimmerin
- Heinrich Boere (1921–2013), deutsch-niederländischer Kriegsverbrecher
- Hans Günter Bömeke (* 1942), ehemaliger Landrat Kreis Aachen
- Khalid Bounouar (* 1990), Comedian
- Leo Hubert Braun (1891–1969), Maler und Grafiker
- Arne Braun (* 1965), Journalist und politischer Beamter
- Götz Briefs (1889–1974), Nationalökonom und Sozialphilosoph
- Taylan Bulut (* 2006), Fußballspieler
- Johannes Bündgens (* 1956), Weihbischof von Aachen
- Markus Daun (* 1980), Fußballspieler
- Magdalena Droste (* 1948), Kunsthistorikerin und Germanistin
- Curt Englaender (1902–1983), Jurist, Politiker (NSDAP) und Bürgermeister, Präsident des Oberverwaltungsgerichts Rheinland-Pfalz
- Christine Englerth (geborene Wültgens; 1767–1838), Gründerin des Eschweiler Bergwerks-Vereins (EBV); ihr Gatte Carl Englerth und ihr Sohn Friedrich Englerth
- Achim Eschbach (1948–2021), Semiotiker; Professor für Kommunikationswissenschaft an der Universität Duisburg-Essen
- Josef Eschbach (1916–1992), Schriftsteller
- Gerhard Eschweiler (* 1961), Psychiater, Neurologe, Geriater und Hochschullehrer
- Karl Eßer (1929–1994), Schulleiter und Politiker (CDU), Landrat des Kreises Heinsberg
- Catharina Fischbach (1804–1872), Malerin
- Andreas Gielchen (1964–2023), Fußballspieler
- Paul Greven (* 1934), Maler und Bildhauer
- Edmund von Hatzfeldt (1798–1874), preußischer Standesherr
- Walter Heckmann (1942–2009), Vorsitzender der AWO Bezirk Mittelrhein
- Isaak Herstatt (1697–1761), Mitgründer der Herstatt-Bank
- Lothar Hirsch (* 1943), Mittelstreckenläufer, Diplom-Sportlehrer, Bundestrainer
- Matthias Gerhard von Hoesch (1698–1784), Staatsmann und Diplomat in Kurkölner, kaiserlichen und kurbayerischen Diensten sowie Montanunternehmer
- Alfred Hoffmann (1911–1997), Sinologe
- Dolores Holve (1924–1996), Tänzerin und Filmschauspielerin
- Johann Ferdinand Jansen (1758–1834), in Weisweiler geborener Maler und Heimatdichter
- Marcel Johnen (* 2002), Fußballtorhüter
- Wolfgang Joußen (* 1956), Soziologe und Regionalplaner
- Stefan Kämmerling (* 1976), Politiker (SPD)
- Susanne Kasperczyk (* 1985), Fußballspielerin
- Willi Kauhsen (* 1939), Autorennfahrer und Rennstallbesitzer
- Claus Killing-Günkel (* 1963), Interlinguist und Lehrer
- Sascha Klein (* 1985), Wasserspringer
- Heinrich Klinkenberg (1896–1945), Publizist
- Michél Kniat (* 1985), Fußballspieler und -trainer
- Kevin Kratz (* 1987), Fußballspieler
- Franz-Josef Lersch-Mense (* 1952), seit Juli 2010 Staatssekretär und Chef der Staatskanzlei des Landes Nordrhein-Westfalen
- Ernst Joseph Lexis (1808–1884), Arzt und Politiker, 1859/60 kommissarischer Erster Bürgermeister von Eschweiler
- Wilhelm Lexis (1837–1914), Volkswirt, Nationalökonom und Statistiker
- Kerstin Linnartz (* 1976), Moderatorin und Schauspielerin
- Franz Wilhelm Lürken (1886–1944), Oberbürgermeister von Bonn
- Hugo Merckens (1871–1955), Unternehmer und Lokalpolitiker
- Oualid Mhamdi (* 2003), deutsch-marokkanischer Fußballspieler
- Claudia Moll (* 1968), Altenpflegerin und Politikerin
- Manfred Mücke (* 1946), Radrennfahrer
- Josef Müller (1919–1997), Pädagoge und Politiker, Mitglied des Bundestags und des Europäischen Parlaments#
- Heinrich Müller-Miny (1900–1981), Geograph
- Ulrich Nersinger (* 1957), Mitglied der Pontificia Accademia Cultorum im Vatikan, Schriftsteller, Vatikanist
- Noah Pesch (* 2005), deutsch-kroatischer Fußballspieler
- Michael Pfeiffer (1925–2018), Fußballspieler, Nationalspieler und Trainer
- René Poensgen (* 1980), Gespannfahrer
- Dagmar Preising (* 1956), Kunsthistorikerin und Kuratorin
- Alfred Querbach (1920–2003), Schauspieler und Hörspielsprecher
- Franz Reuleaux (1829–1905), „Vater der Kinematik“
- Wilhelm Rinkens (1879–1933), Komponist und Musikdirektor
- Heinrich Römer (1932–2009), Stadtdirektor der Stadt Stolberg
- Rebecca Maria Salentin (* 1979), Schriftstellerin
- Michaela Schaffrath (* 1970), Pornodarstellerin (Gina Wild) und Schauspielerin
- Wilhelm Scheller (* 1873), Leiter der Versuchsanstalt Prof. Junkers
- Margrethe Schmeer (* 1950), Kommunalpolitikerin (CDU) und Bürgermeisterin der Stadt Aachen
- Peter Schoenen (1952–2014), Lehrer, Schriftsteller und Sachbuchautor; wuchs im Killewittchen auf
- Roswitha Schreiner (* 1965), Schauspielerin (u. a. Liebling Kreuzberg, Tatort )
- Martin Schulz (* 1955), SPD-Politiker, Europapolitiker
- Wilhelm Schwister (1878–1947), Jurist und Präsident des OLG Düsseldorf
- Ba-Muaka Simakala (* 1997), deutsch-kongolesischer Fußballspieler
- Karl-Heinz Smuda (* 1961), Ghostwriter, Lektor und Verleger in Berlin und Norfolk/Virginia (USA)
- Ralf Souquet (* 1968), Poolbillardspieler
- Martin Stevens (1929–2015), Politiker
- Bernhard Stürtz (1845–1928), Fossilien- und Mineralienhändler in Bonn, Paläontologe und Manager
- August Thyssen (1842–1926), Industriemanager
- Joseph Thyssen (1844–1915), Industrieller und der jüngere Bruder von August Thyssen
- Christoph Titz (* 1967), Jazz-Trompeter
- Josef Trimborn (1905–1994), Architekt und Ministerialbeamter
- Thomas Virnich (* 1957), Bildhauer und Maler
- Simon Seferings (* 1995), Fußballspieler
- Matti Wagner (* 2005), Fußballspieler
- Christina Wassen (* 1999), Wasserspringerin
- Elena Wassen (* 2000), Wasserspringerin
- Hubert Werden (1908–2005), Maler und Kunsterzieher
- Gerda Zuleger-Mertens (* 1951), Malerin, Installations- und Objektkünstlerin

## Persönlichkeiten, die vor Ort gewirkt haben(alphabetisch)

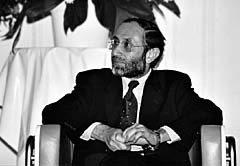
Nadeem Elyas

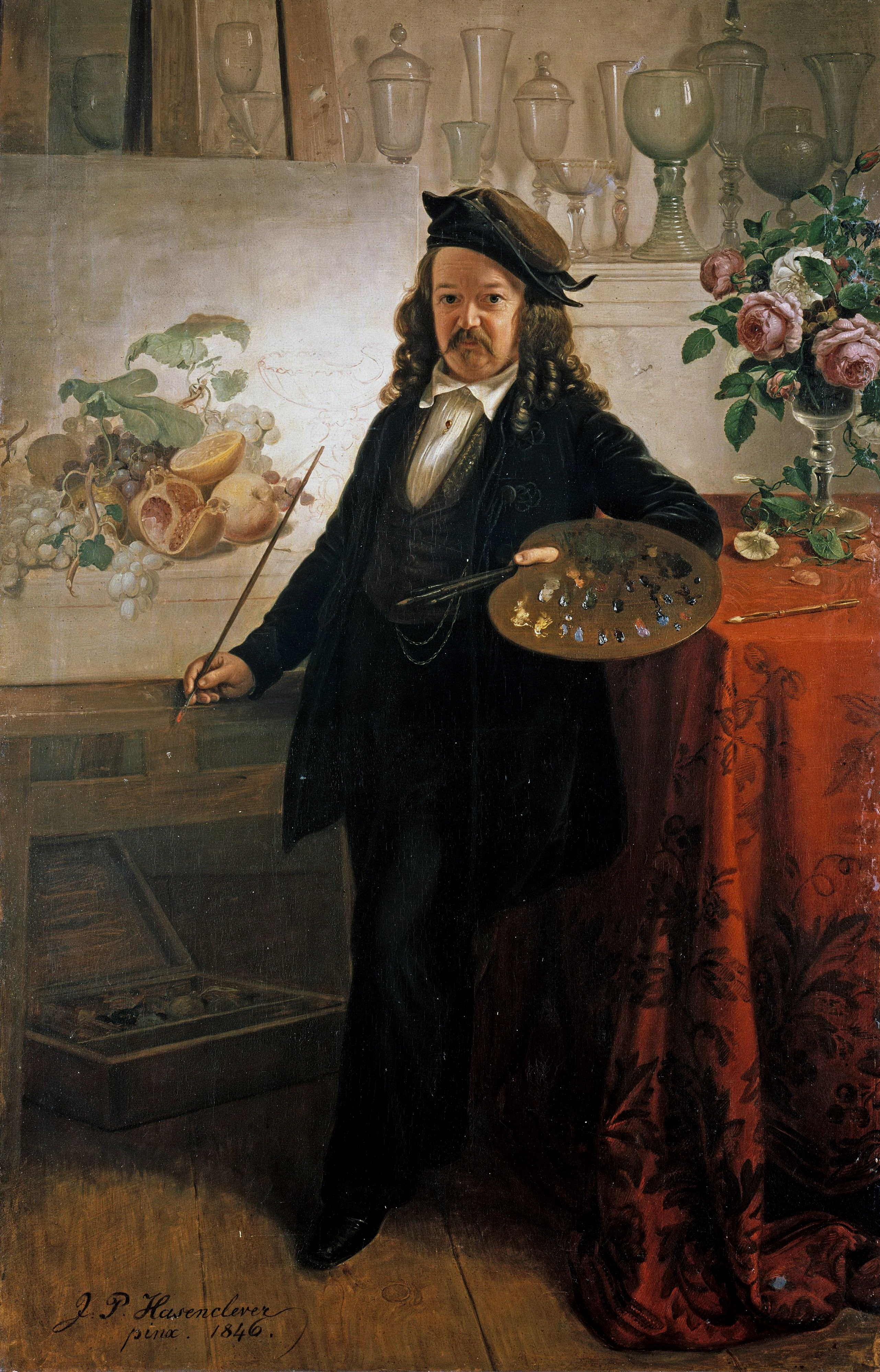
Johann Wilhelm Preyer

- József Ács (* 1948), Komponist, Dirigent; Leiter des Franz-Liszt-Gesellschaft Eschweiler
- Josef Artz (1899–1965), Heimatmaler
- Andreas Bereczky (* 1953), Diplomingenieur und Medienmanager, lebt in Eschweiler
- Erich Berschkeit (1926–2002), Bürgermeister, Bundestagsabgeordneter 1980–1987
- Matthias Deckers (1802–1875), Dechant und Gründer des St.-Antonius-Hospitals und einer Rektoratsschule
- Ewald Dittmar (1832–1890), Ingenieur und VDI-Vorsitzender
- Nadeem Elyas (* 1945), leitete in Eschweiler von 1994 bis 2006 den Zentralrat der Muslime in Deutschland
- Gerhard Fieseler (1896–1987), Druckereibesitzer von 1918 bis 1926
- Alexander Göttmann (russisch: Гетман) (* 1957), Künstler, Maler und Bildhauer für Metallskulpturen
- Johann Heinrich Graeser (1774–1857), Ingenieur und erster Direktor des EBV
- Heinrich Grüber (1891–1975), machte sein Abitur in Eschweiler
- Rudolf Henke (* 1954), Internist und Oberarzt am St.-Antonius-Hospital, seit 2007 Vorsitzender des Marburger Bundes, seit 2009 Mitglied des Bundestags.
- Karl Maria Hettlage (1902–1995), ging in Eschweiler zur Schule
- Matthias Joseph Johnen (1817–1906), Pfarrer von Röhe, Dechant und Ehrendomherr zu Köln
- Anna Klöcker (1895–1977), Politiker
- Frank Mertens (seit 1995 in der Nationalmannschaft der Menschen mit Behinderung) nahm an der Fußball-Weltmeisterschaft 2006 der Menschen mit Behinderung teil
- Carl Richard Petersen (1828–1884), Ingenieur und VDI-Vorsitzender
- Gustav Preyer (1801–1839), Maler
- Johann Wilhelm Preyer (1803–1889), Maler
- Louise Preyer (1805–1834), Malerin
- Franz Surges (1958–2015), Komponist und Kirchenmusiker
- Friedrich Thyssen (1804–1877), Vater von August Thyssen, Drahtfabrikdirektor und Bankier
- Helen Weidenhaupt (* 1954), Landtagsabgeordnete SPD-Fraktion

## Fiktive Persönlichkeiten
Neben lebenden Menschen gibt es in Eschweiler die fiktiven
- Juffern und
- Killewittchen.

## Eschweiler Originale
Josef Schmitz oder Jupp Schmitz alias Etagenjupp (* 19. Juli 1931 in Eschweiler; † 3. September 1997 in Eschweiler) war Reporter, Fotograf, Heimatmaler und Eschweiler Original. Zu seinem 65. Geburtstag schrieb die Eschweiler Zeitung über ihn, er gehöre zu Eschweiler wie Tünnes und Schäl zu Köln und der schiefe Turm zu Pisa.
Er war Sportfotograf auf dem Aachener Tivoli und bei Reitturnieren, später Lokalreporter sowohl bei dem Boten an der Inde als auch bei den Eschweiler Nachrichten und nicht zuletzt Karnevalist, ferner Mitbegründer des Eschweiler Eishockeyclubs Grizzlies und aktiver Handballer. Einige Jahre unterhielt er die Kneipe Bei Etagenjupp in der Dürener Straße in der Eschweiler Altstadt.
Er malte und zeichnete zahlreiche Bilder, viele an Hauswänden und Zimmerwänden privater Wohnungen, Restaurants und Gaststätten in Eschweiler. Seine bevorzugten Motive waren Gebäude und Landschaften aus Dürwiß, Alt-Eschweiler, Hastenrath und dem Kirchspiel Lohn. Er hat damit die abgebaggerte Heimat eindrucksvoll festgehalten. Dreizehn seiner zum Teil unter Mühen wiedergefundenen Werke wurden in einem Heimatkalender 2006 veröffentlicht.
Als Eschweiler Original – über zwei Meter groß und mit Schuhgröße 52 – radelte er täglich mit Fotoapparat um den Hals durch die Stadt. Seinen Spitznamen Etagenjupp erhielt er seinerzeit vom Vorsitzenden seines Karnevalsvereins Rote Funken, als der Vorsitzende meinte, im Verein seien drei Jupp Schmitz und er heiße ab sofort zur besseren Unterscheidung Etagenjupp, da er mit ausgestreckter Hand die erste Etage erreichen könne.